# DDU (Incoterm)

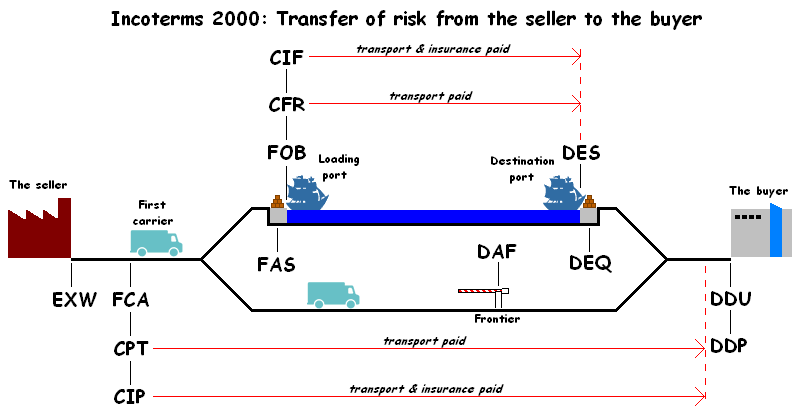
Các nhóm chính trong Incoterm 2000

Giao chưa nộp thuế (tiếng Anh: Delivered Duty Unpaid, viết tắt: DDU) là một thuật ngữ về điều kiện giao hàng của Incoterm.
Theo điều kiện giao hàng này, trách nhiệm của các bên như sau:
Bên bán hàng có trách nhiệm:
- Thanh toán mọi cước phí xếp dỡ, giao nhận,
- Làm thủ tục xuất khẩu
- Vận chuyển và chịu mọi rủi ro về hàng hóa cho đến khi hàng được giao tại địa điểm chỉ định của bên mua hàng (thường là tại nhà xưởng của bên mua), nhưng không phải nộp thuế nhập khẩu và các khoản thuế, phí, lệ phí nhập khẩu khác (nếu có).

Bên mua có trách nhiệm:
- Làm thủ tục nhập khẩu
- Nộp các khoản thuế, phí, lệ phí nhập khẩu (nếu có) và bố trí nhận hàng, dỡ hàng từ trên phương tiện vận tải xuống (tại địa điểm chỉ định của bên mua hàng).

Điều kiện giao hàng này tại Việt Nam hiện nay chủ yếu được áp dụng cho các doanh nghiệp hoạt động theo cơ chế xuất - nhập khẩu nội địa, nghĩa là các doanh nghiệp hoạt động có đăng ký theo loại hình ĐT (đầu tư), GC (gia công) hoặc một số loại hình khác, nằm trong và ngoài các khu chế xuất, khu công nghiệp mua bán hàng hóa với nhau và về danh nghĩa đây là hoạt động xuất - nhập khẩu đối ứng, cho dù hàng hóa thực sự chưa vượt qua ranh giới lãnh thổ của quốc gia.